# San Cebrián de Mazote (kommun)
San Cebrián de Mazote är en kommun i Spanien.   Den ligger i provinsen Provincia de Valladolid och regionen Kastilien och Leon, i den centrala delen av landet, 180 km nordväst om huvudstaden Madrid. Antalet invånare är 183.